# 堺市立白鷺小学校
堺市立白鷺小学校（さかいしりつ しらさぎしょうがっこう）は大阪府堺市東区にある公立小学校。1965年4月1日に堺市立南八下小学校から分離し開校。1980年には堺市立金岡南小学校を、1982年には堺市立八下西小学校を分離した。

## 通学区域
- 堺市東区 白鷺町1丁-2丁、白鷺町3丁（一部）、野尻町。

卒業生は堺市立東百舌鳥中学校（主に野尻町及び白鷺町3丁（一部））と堺市立中百舌鳥中学校（主に白鷺町1丁-2丁、白鷺町3丁（一部））の2校に分かれて進学する。

## 交通
- 南海高野線 白鷺駅 南西へ約440m。